# مدينة الغرباء
مدينة الغرباء: الهجرة الخليجية والمجتمع الهندي في البحرين هو كتاب باللغة الإنجليزية كتبه أندرو م. غاردنر. تم نشر هذا الكتاب لأول مرة في عام 2010 من قبل مطبعة جامعة كورنيل.

## الملخص
في هذا الكتاب استعرض غاردنر الحياة والخبرات اليومية للعمال الهنود الذين يعيشون في البحرين. هؤلاء الأشخاص هم أساسا عمال مهاجرون ويشكلون نحو نصف البلد. كما سرد غاردنر أيضا قصص هؤلاء العمال الشخصية وكيف أن «نظام الكفالة» في هذا البلد يربط العامل بكفيل معين.

## التعليقات
نشرت جامعة بوجيت للتأثيرات الصوتية كتاب تحليل: